# Rapid Oscillations in the Solar Atmosphere
Rapid Oscillations in the Solar Atmosphere (ROSA) – system wysokorozdzielczego obrazowania wielospektralnego Słońca zaprojektowany i zbudowany na wydziale Matematyki i Fizyki Queen's University w Belfaście.
System powstał dzięki brytyjskiej organizacji rządowej Science and Technology Facilities Council, która zapewniła fundusze na jego powstanie.  Podstawowym zadaniem projektu jest obserwacja atmosfery słonecznej i odpowiedź na pytanie „w jaki sposób Słońce wpływa na Ziemię”.
ROSA składa się z sześciu aparatów cyfrowych Andor iXon+ DU-885K-VP o rozdzielczości matrycy 1004 × 1002, schłodzonych do temperatury -100 °C. Każdy aparat fotografujący Słońce w innej długości fali obsługiwany jest przez odrębny serwer. W ciągu jednej godziny operacji system zbiera ok. 1,4 TB danych.
System zainstalowany jest na teleskopie Richard B. Dunn Solar Telescope należącym do National Solar Observatory w Nowym Meksyku, został uruchomiony w 2008 roku.
W 2010 zdjęcie wykonane dzięki temu systemowi nazwane The Solar Cauldron (Słoneczny kocioł) zostało nagrodzone przyznawaną przez Andor Technology nagrodą za najlepsze naukowe zdjęcie roku wykonane przy użyciu systemu obrazowania tej firmy.